# День (газета, 1861—1865)
«День» — еженедельная газета, выходившая в Москве с 1861 по 1865 год.

## История
Первый номер московской газеты «День» вышел 15 октября 1861 года.
Издавал и редактировал газету Иван Сергеевич Аксаков, причем издание было разрешено без политического отдела и с тем условием, чтобы цензура имела особое за ним наблюдение.
Уже в первые годы число подписчиков достигло 4000, тираж газеты превышал 7000 экземпляров. Благодаря этому «День» сразу занял выдающееся положение среди печатных изданий.
Газета состояла из следующих частей: «Литературный отдел», «Областной отдел», «Славянский отдел», «Критический отдел» и «Смесь».
Несмотря на некоторую оппозиционность по отношению к правительству, свойственную славянофилам, — требование созыва земского собора, свободы печати, отмены смертной казни и другие[какие?], «День» смыкался с консервативной печатью в оценке основных событий русской жизни.
Аксаков вместе с М. Н. Катковым обвинял поляков и «нигилистов» в поджигательстве во время петербургских пожаров; в дни студенческих беспорядков 1861 призывал студентов вернуться к занятиям, а во время Польского восстания 1863 года оправдывал политику царского правительства и упрекал Муравьёва-Виленского в «бездействии». Газета вела систематическую борьбу с революционными социальными и национальными идеями.
Газета подвергалась цензурным репрессиям. В июне 1862 года за отказ назвать автора корреспонденции о беспорядках в Остзейском крае, напечатанной в 31-м номере, Аксаков был отстранен от редактирования, а газета приостановлена на № 34.
К концу 1865 года популярность издания так резко уменьшилась, что Аксаков вынужден был прекратить его выпуск.
С 1 сентября[уточнить] «День» разрешено было возобновить под редакцией Ю. Ф. Самарина, который числился официальным редактором до конца года. В это время номера газеты выходили без подписи редактора.
С 1863 года газета «Акционер» выходила в качестве приложения «Дня».